# BNP Paribas Open 2022
BNP Paribas Open 2022, známý jako Indian Wells Masters 2022, byl společný tenisový turnaj mužského okruhu ATP Tour a ženského okruhu WTA Tour, hraný v areálu Indian Wells Tennis Garden na otevřených dvorcích s tvrdým povrchem Plexipave. Konal se mezi 9. a 20. březnem 2022 v kalifornském Indian Wells jako 46. ročník mužského a 33. ročník ženského turnaje.
V důsledku invaze Ruska na Ukrajinu řídící organizace tenisu ATP, WTA a ITF s grandslamy Australian Open, French Open, Wimbledonem a US Open rozhodly, že ruští a běloruští tenisté mohli dále na okruzích startovat, ale do odvolání nikoli pod vlajkami Ruska a Běloruska.
Mužská polovina dotovaná 9 554 920 dolary patřila do kategorie okruhu ATP Tour Masters 1000. Ženská část s rozpočtem 8 584 055 dolarů byla součástí kategorie WTA 1000. Nejvýše nasazenými v singlových soutěžích se staly světová jednička Daniil Medveděv a třetí tenistka klasifikace Aryna Sabalenková. Jako poslední přímý účastník do dvouhry nastoupil Švýcar Henri Laaksonen.
Druhý singlový titul na okruhu ATP Tour vybojoval 24letý Taylor Fritz, jenž se stal prvním  americkým šampionem mužské soutěže od Agassiho v roce 2001. Premiérově se posunul do elitní světové desítky, na 8. místo. Ve finále přivodil Nadalovi první porážku v probíhající sezóně. Pátou trofej z dvouhry okruhu WTA Tour si odvezla 20letá  Iga Świąteková, která vyhrála kalifornský turnaj jako první polský tenista. Neporazitelnost navýšila na 11 utkání a poprvé se stala světovou dvojkou. Mužskou čtyřhru ovládli Američané John Isner a Jack Sock, kteří zopakovali výhru z roku 2018 a získali třetí společnou trofej. V ženském deblu vyhrály Číňanky Sü I-fan a Jang Čao-süan, pro něž to byla první společná trofej.
Tenisté turnaj zvolili nejlepší událostí sezóny 2022 v mužské kategorii Masters 1000 i ženské kategorii WTA 1000.

## Rozdělení bodů a finančních odměn

### Rozdělení bodů
| Soutěž       | Soutěž       | vítězové | finalisté | semifinalisté | čtvrtfinalisté | 16 v kole | 32 v kole | 64 v kole | 96 v kole | Q  | Q2 | Q1 |
| ------------ | ------------ | -------- | --------- | ------------- | -------------- | --------- | --------- | --------- | --------- | -- | -- | -- |
| dvouhra mužů | [ 2 ] [ 11 ] | 1000     | 600       | 360           | 180            | 90        | 45        | 25        | 10        | 16 | 8  | 0  |
| čtyřhra mužů | [ 12 ]       | 1000     | 600       | 360           | 180            | 90        | 0         | —         | —         | —  | —  | —  |
| dvouhra žen  | [ 3 ] [ 13 ] | 1000     | 650       | 390           | 215            | 120       | 65        | 35        | 10        | 30 | 20 | 2  |
| čtyřhra žen  | [ 14 ]       | 1000     | 650       | 390           | 215            | 120       | 10        | —         | —         | —  | —  | —  |

### Finanční odměny
| Soutěž                              | Soutěž       | vítězové    | finalisté | semifinalisté | čtvrtfinalisté | 16 v kole | 32 v kole | 64 v kole | 96 v kole | Q2      | Q1      |
| ----------------------------------- | ------------ | ----------- | --------- | ------------- | -------------- | --------- | --------- | --------- | --------- | ------- | ------- |
| dvouhra mužů                        | [ 2 ] [ 11 ] | 1 242 025 $ | 665 330 $ | 343 985 $     | 179 940 $      | 94 575 $  | 54 400 $  | 30 130 $  | 17 575 $  | 9 205 $ | 5 025 $ |
| dvouhra žen                         | [ 3 ] [ 13 ] | 1 231 245 $ | 646 110 $ | 343 985 $     | 179 940 $      | 94 575 $  | 54 400 $  | 30 130 $  | 18 200 $  | 9 205 $ | 5 025 $ |
| čtyřhra mužů                        | [ 12 ]       | 426 000 $   | 225 980 $ | 120 520 $     | 61 100 $       | 32 630 $  | 17 580 $  | —         | —         | —       | —       |
| čtyřhra žen                         | [ 14 ]       | 426 010 $   | 225 980 $ | 120 520 $     | 61 100 $       | 32 630 $  | 17 580 $  | —         | —         | —       | —       |
| ve čtyřhře je částka uvedena na pár |              |             |           |               |                |           |           |           |           |         |         |

## Dvouhra mužů

### Nasazení
| Stát                          | Hráč                  | ATP | Nasazení |
| ----------------------------- | --------------------- | --- | -------- |
|                               | Daniil Medveděv       | 1.  | 1.       |
| Srbsko                        | Novak Djoković        | 2.  | 2.       |
| Německo                       | Alexander Zverev      | 3.  | 3.       |
| Španělsko                     | Rafael Nadal          | 4.  | 4.       |
| Řecko                         | Stefanos Tsitsipas    | 5.  | 5.       |
| Itálie                        | Matteo Berrettini     | 6.  | 6.       |
|                               | Andrej Rubljov        | 7.  | 7.       |
| Norsko                        | Casper Ruud           | 8.  | 8.       |
| Kanada                        | Félix Auger-Aliassime | 9.  | 9.       |
| Itálie                        | Jannik Sinner         | 10. | 10.      |
| Polsko                        | Hubert Hurkacz        | 11. | 11.      |
| Spojené království            | Cameron Norrie        | 12. | 12.      |
| Kanada                        | Denis Shapovalov      | 13. | 13.      |
| Argentina                     | Diego Schwartzman     | 14. | 14.      |
| Španělsko                     | Roberto Bautista Agut | 15. | 15.      |
| Španělsko                     | Pablo Carreño Busta   | 16. | 16.      |
| USA                           | Reilly Opelka         | 17. | 17.      |
| Gruzie                        | Nikoloz Basilašvili   | 18. | 18.      |
| Španělsko                     | Carlos Alcaraz        | 19. | 19.      |
| USA                           | Taylor Fritz          | 20. | 20.      |
| Itálie                        | Lorenzo Sonego        | 21. | 21.      |
|                               | Aslan Karacev         | 22. | 22.      |
| USA                           | John Isner            | 23. | 23.      |
| Chorvatsko                    | Marin Čilić           | 24. | 24.      |
|                               | Karen Chačanov        | 26. | 25.      |
| Francie                       | Gaël Monfils          | 28. | 26.      |
| Spojené království            | Daniel Evans          | 29. | 27.      |
| USA                           | Frances Tiafoe        | 30. | 28.      |
| Austrálie                     | Alex de Minaur        | 31. | 29.      |
| Jižní Afrika                  | Lloyd Harris          | 32. | 30.      |
| Kazachstán                    | Alexandr Bublik       | 33. | 31.      |
| Argentina                     | Federico Delbonis     | 34. | 32.      |
| Bulharsko                     | Grigor Dimitrov       | 36. | 33.      |
| Žebříček ATP k 28. únoru 2022 |                       |     |          |

### Jiné formy účasti

#### Divoké karty
- Steve Johnson
- Nick Kyrgios
- Andy Murray
- Sam Querrey
- Jack Sock[15]

#### Žebříčková ochrana
- Aljaž Bedene
- Borna Ćorić
- Pablo Cuevas

#### Kvalifikanti
- Liam Broady
- Taroó Daniel
- Christopher Eubanks
- Philipp Kohlschreiber
- Thanasi Kokkinakis
- Michail Kukuškin
- Tomáš Macháč
- Jaume Munar
- Holger Rune
- Šang Ťün-čcheng
- J.J. Wolf
- Tennys Sandgren

#### Šťastní poražení
- João Sousa

### Odhlášení
- Novak Djoković → nahradil jej  João Sousa
- James Duckworth → nahradil jej  Juan Manuel Cerúndolo
- Roger Federer → nahradil jej  Facundo Bagnis
- Cristian Garín → nahradil jej  Kamil Majchrzak
- Gianluca Mager → nahradil jej  Oscar Otte
- Alex Molčan → nahradil jej  Jordan Thompson
- Kei Nišikori → nahradil jej  Richard Gasquet
- Albert Ramos-Viñolas → nahradil jej  Daniel Altmaier
- Dominic Thiem → nahradil jej  Henri Laaksonen
- Jo-Wilfried Tsonga → nahradil jej  Roberto Carballés Baena
- Mikael Ymer → nahradil jej  Brandon Nakashima

## Mužská čtyřhra

### Nasazení
| Stát                                                                                   | Hráč                 | Stát               | Hráč             | ATP | Nasazení |
| -------------------------------------------------------------------------------------- | -------------------- | ------------------ | ---------------- | --- | -------- |
| Chorvatsko                                                                             | Nikola Mektić        | Chorvatsko         | Mate Pavić       | 3.  | 1.       |
| USA                                                                                    | Rajeev Ram           | Spojené království | Joe Salisbury    | 7.  | 2.       |
| Španělsko                                                                              | Marcel Granollers    | Argentina          | Horacio Zeballos | 11. | 3.       |
| Kolumbie                                                                               | Juan Sebastián Cabal | Kolumbie           | Robert Farah     | 18. | 4.       |
| Austrálie                                                                              | John Peers           | Slovensko          | Filip Polášek    | 24. | 5.       |
| Německo                                                                                | Tim Pütz             | Nový Zéland        | Michael Venus    | 26. | 6.       |
| Nizozemsko                                                                             | Wesley Koolhof       | Spojené království | Neal Skupski     | 33. | 7.       |
| Spojené království                                                                     | Jamie Murray         | Brazílie           | Bruno Soares     | 38. | 8.       |
| Žebříček ATP k 7. březnu 2022; číslo je součtem žebříčkového postavení obou členů páru |                      |                    |                  |     |          |

### Jiné formy účasti
Následující páry obdržely divokou kartu do hlavní soutěže:
- John Isner /  Jack Sock
- Thanasi Kokkinakis /  Nick Kyrgios
- Feliciano López /  Stefanos Tsitsipas

Následující pár nastooupil pod žebříčkovou ochranou:
- Santiago González /  Édouard Roger-Vasselin

### Odhlášení
před zahájením turnaje
- Simone Bolelli /  Máximo González → nahradili je  Simone Bolelli /  Fabio Fognini
- Dan Evans /  Cristian Garín → nahradili je  Dan Evans /   Karen Chačanov
- Sander Gillé /  Joran Vliegen → nahradili je  Sander Gillé /  Matwé Middelkoop

## Ženská dvouhra

### Nasazení
| Stát                          | Hráčka                   | WTA | Nasazení |
| ----------------------------- | ------------------------ | --- | -------- |
| Česko                         | Barbora Krejčíková       | 2.  | 1.       |
|                               | Aryna Sabalenková        | 3.  | 2.       |
| Polsko                        | Iga Świąteková           | 4.  | 3.       |
| Estonsko                      | Anett Kontaveitová       | 5.  | 4.       |
| Španělsko                     | Paula Badosová           | 6.  | 5.       |
| Řecko                         | Maria Sakkariová         | 7.  | 6.       |
| Česko                         | Karolína Plíšková        | 8.  | 7.       |
| Španělsko                     | Garbiñe Muguruzaová      | 9.  | 8.       |
| Tunisko                       | Ons Džabúrová            | 10. | 9.       |
| Lotyšsko                      | Jeļena Ostapenková       | 12. | 10.      |
| Spojené království            | Emma Raducanuová         | 13. | 11.      |
| Ukrajina                      | Elina Svitolinová        | 15. | 12.      |
|                               | Viktoria Azarenková      | 16. | 13.      |
| USA                           | Jessica Pegulaová        | 17. | 14.      |
| Německo                       | Angelique Kerberová      | 18. | 15.      |
| USA                           | Coco Gauffová            | 19. | 16.      |
| Kazachstán                    | Jelena Rybakinová        | 20. | 17.      |
| Kanada                        | Leylah Fernandezová      | 21. | 18.      |
| Slovinsko                     | Tamara Zidanšeková       | 22. | 19.      |
| Belgie                        | Elise Mertensová         | 23. | 20.      |
|                               | Veronika Kuděrmetovová   | 24. | 21.      |
| Švýcarsko                     | Belinda Bencicová        | 25. | 22.      |
|                               | Darja Kasatkinová        | 26. | 23.      |
| Rumunsko                      | Simona Halepová          | 27. | 24.      |
| USA                           | Madison Keysová          | 28. | 25.      |
| Rumunsko                      | Sorana Cîrsteaová        | 30. | 26.      |
| Česko                         | Petra Kvitová            | 31. | 27.      |
|                               | Ljudmila Samsonovová     | 32. | 28.      |
| Dánsko                        | Clara Tausonová          | 33. | 29.      |
| Česko                         | Markéta Vondroušová      | 34. | 30.      |
| Švýcarsko                     | Viktorija Golubicová     | 35. | 31.      |
| Španělsko                     | Sara Sorribesová Tormová | 36. | 32.      |
| Francie                       | Alizé Cornetová          | 37. | 33.      |
| Žebříček WTA k 28. únoru 2022 |                          |     |          |

### Jiné formy účasti

#### Divoké karty
- Hailey Baptisteová
- Elvina Kalievová
- Sofia Keninová
- Claire Liuová
- Robin Montgomeryová
- Emma Navarrová
- Katie Volynetsová
- Dajana Jastremská[15][16][17]

#### Kvalifikantky
- Katie Boulterová
- Marie Bouzková
- Harriet Dartová
- Dalma Gálfiová
- Kaja Juvanová
- Ashlyn Kruegerová
- Caty McNallyová
- Darja Savilleová
- Harmony Tanová
- Viktorija Tomovová
- Wang Čchiang
- Heather Watsonová

#### Šťastné poražené
- Magdalena Fręchová
- Anna Kalinská
- Astra Sharmaová

### Odhlášení
- Ashleigh Bartyová → nahradila ji  Océane Dodinová
- Danielle Collinsová → nahradila ji  Anna Bondárová
- Jaqueline Cristianová → nahradila ji  Kristína Kučová
- Camila Giorgiová → nahradila ji  Magdalena Fręchová
- Barbora Krejčíková → nahradila ji  Magdalena Fręchová
- Karolína Muchová → nahradila ji   Věra Zvonarevová
- Anastasija Pavljučenkovová → nahradila ji  Čeng Čchin-wen
- Rebecca Petersonová → nahradila ji   Anna Kalinská
- Andrea Petkovicová → nahradila ji  Astra Sharmaová

## Ženská čtyřhra

### Nasazení
| Stát                                                                                    | Hráčka                       | Stát       | Hráčka            | WTA | Nasazení |
| --------------------------------------------------------------------------------------- | ---------------------------- | ---------- | ----------------- | --- | -------- |
|                                                                                         | Veronika Kuděrmetovová       | Belgie     | Elise Mertensová  | 9.  | 1.       |
| Austrálie                                                                               | Samantha Stosurová           | Čína       | Čang Šuaj         | 19. | 2.       |
| USA                                                                                     | Coco Gauffová                | USA        | Caty McNallyová   | 23. | 3.       |
| Chorvatsko                                                                              | Darija Juraková Schreiberová | Slovinsko  | Andreja Klepačová | 29. | 4.       |
| Kanada                                                                                  | Gabriela Dabrowská           | Mexiko     | Giuliana Olmosová | 31. | 5.       |
| USA                                                                                     | Desirae Krawczyková          | Nizozemsko | Demi Schuursová   | 37. | 6.       |
| USA                                                                                     | Asia Muhammadová             | Japonsko   | Ena Šibaharaová   | 40. | 7.       |
| USA                                                                                     | Caroline Dolehideová         | Austrálie  | Storm Sandersová  | 41. | 8.       |
| Žebříček WTA k 7. březnu 2022; číslo je součtem žebříčkového postavení obou členek páru |                              |            |                   |     |          |

### Jiné formy účasti
Následující páry obdržely divokou kartu do hlavní soutěže:
- Dajana Jastremská /  Ivanna Jastremská
- Lauren Davisová /  Christina McHaleová
- Sofia Keninová /  Alison Riskeová

### Odhlášení
před zahájením turnaje
- Alexa Guarachiová /  Nicole Melicharová-Martinezová → nahradily je  Alexa Guarachiová /  Sabrina Santamariová
- Barbora Krejčíková /  Kateřina Siniaková → nahradily je  Kateřina Siniaková /  Clara Tausonová
- Magda Linetteová /  Bernarda Peraová → nahradily je  Čan Chao-čching /  Magda Linetteová

## Přehled finále

### Mužská dvouhra
- Taylor Fritz vs.  Rafael Nadal, 6–3, 7–6(7–5)

### Ženská dvouhra
- Iga Świąteková vs.  Maria Sakkariová, 6–4, 6–1

### Mužská čtyřhra
- John Isner /  Jack Sock vs.  Santiago González /  Édouard Roger-Vasselin, 7–6(7–4), 6–3

### Ženská čtyřhra
- Sü I-fan /  Jang Čao-süan vs.  Asia Muhammadová /  Ena Šibaharaová, 7–5, 7–6(7–4)